# Meliboeus bicoloratus
Meliboeus bicoloratus es una especie de escarabajo barrenador metálico del género Meliboeus, familia Buprestidae, orden Coleoptera.

## Taxonomía
Fue descrita por Kerremans en 1914 y publicada en Kerremans C. Troisième supplément au Catalogue des Buprestides du Congo Belg. Revue de Zoologique Africaine 3:347- 364. (1914).